# Сен-Пьер-д’Антремон (Савойя)
Сен-Пьер-д’Антремон (фр. Saint-Pierre-d'Entremont) — коммуна во Франции, департамент Савойя, регион Овернь — Рона — Альпы. Входит в состав кантона Ле-Пон-де-Бовуазен, округ Шамбери. На 2012 год население коммуны составляло 421 человек.

## Географическое положение
Сен-Пьер-д’Антремон находится на реках Козон и Гьер-Виф, которая является границей между департаментами Савойя и Изер. К востоку от коммуны находится пик Ланс-де-Малисар, на западе — пик Дан-де-л’Ур и Гран-Сом массива Шартрёз. Территорию коммуны с севера на юг пересекает долина Козон (высота — 649—730 м). Сен-Пьер-д’Антремон находится в региональном природном парке Шартрёз. Коммуна объединяет 21 деревню: Ле-Банде, Ле-Гратье, Ле-Варва, Ла-Фрасет, Ле-Курьер, Ле-Сизо, Ле-Пон-дю-Лак, Ле-Карнере, Ле-Теппа, Сен-Мем-д’ан-Ба, Сен-Мем-д’ан-О, Ле-Бур, Ле-Комбет, Пьер-Грос, Пре-дю-Комт, Рош-Веран, Ле-Жентьян, Ле-Козон, Ле-Тарди, Ле-Кларе и Ле-Венсан.
Коммуна граничит с Антремон-ле-Вьё на севере, Сен-Пьер-д’Антремон (Изер) на юге, Корбель на западе и Сент-Мари-дю-Мон на востоке.

## Топоним
Название коммуны «Сен-Пьер-д’Антремон» является сочетанием имени покровителя костёла в деревне — Святого Петра (фр. Saint Pierre) и описания географического положения деревни «между двумя горами» (фр. entre les montagnes). Исторически коммуна имела несколько названий
Ecclesia Sancti Petri inter montes (1100 год), Prioratus Sancti Petri de Intermontilens (1414 год), Intermontium (1273 год) и Entremont-le-Neuf (во время Французской революции).

## Население

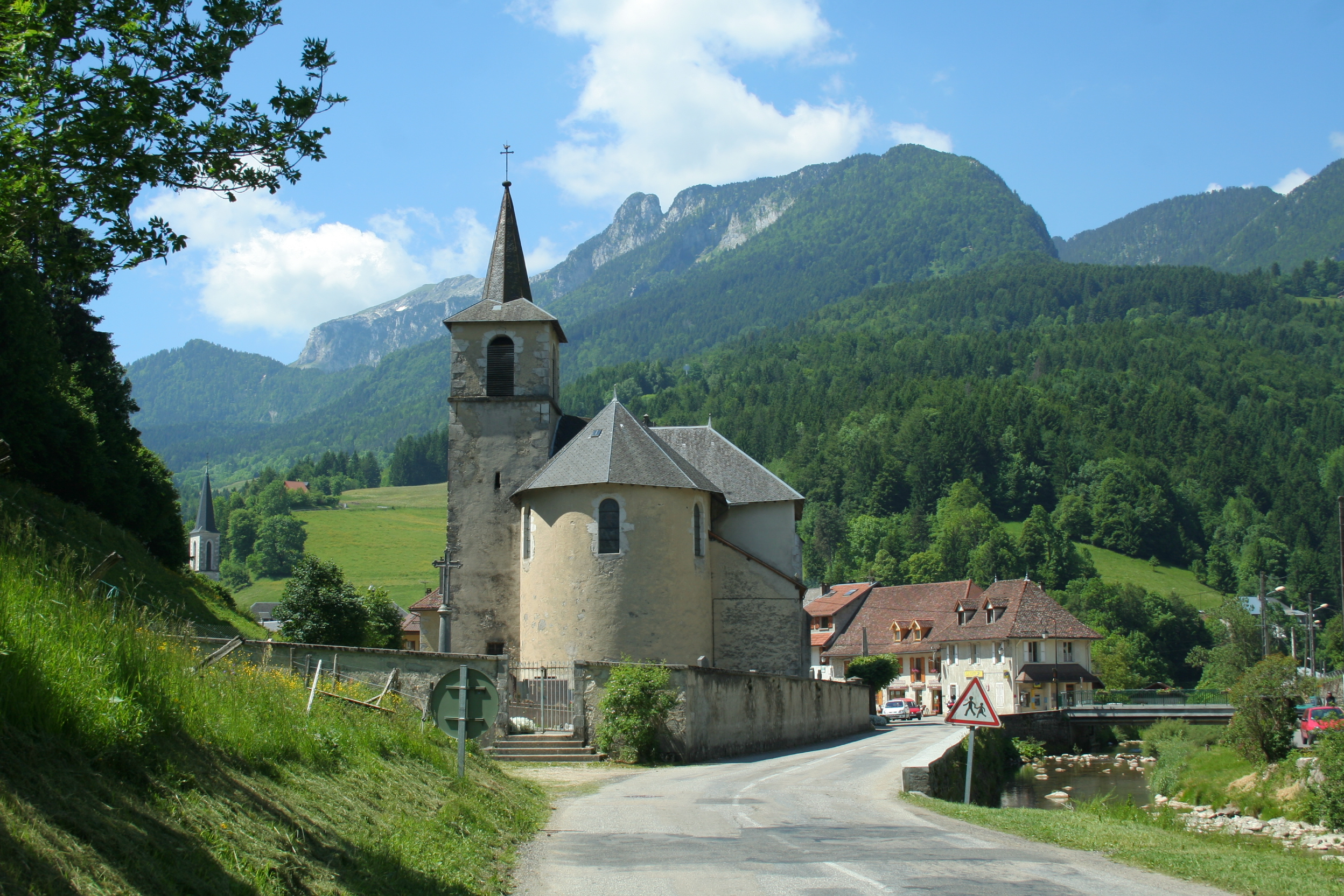
Костёл в Сен-Пьер-д’Антремон

Согласно переписи 2012 года население Сен-Пьер-д’Антремона составляло 421 человек (50,6 % мужчин и 49,4 % женщин). Население коммуны по возрастному диапазону распределилось следующим образом: 22,1 % — жители младше 14 лет, 10,9 % — между 15 и 29 годами, 21,9 % — от 30 до 44 лет, 21,9 % — от 45 до 59 лет и 23,2 % — в возрасте 60 лет и старше. Среди жителей старше 15 лет 51,2 % состояли в браке, 33,8 % — не состояли, 7,9 % — были в разводе, 7,0 % — вдовствовали.
Среди населения старше 15 лет (509 человек) 9,3 % населения не имели образования, 13,9 % — имели только начальное образование, 3,0 % — закончили только колледж, 28,5 % — получили аттестат об окончании лицея, 13,9 % — закончили полное среднее образование или среднее специальное образование, 16,6 % — закончили сокращённое высшее образование и 14,9 % — получили полное высшее образование.
В 2012 году из 248 человек трудоспособного возраста (от 15 до 64 лет) 194 были экономически активными, 54 — неактивными (показатель активности 78,2 %, в 2007 году — 74,8 %). Из 194 активных трудоспособных жителей работали 188 человек (105 мужчины и 83 женщины), 6 числились безработными. Среди 54 трудоспособных неактивных граждан 15 были учениками либо студентами, 20 — пенсионерами, а ещё 19 — были неактивны в силу других причин. В 2013 году средний доход в месяц составлял 1929 €, в год — 23 148 €.
Динамика численности населения:
| Население коммуны в XIX—XXI веках |
| --------------------------------- |
|                                   |